# Raddoppiamento clitico
Il raddoppiamento clitico (chiamato anche duplicazione pronominale) è un fenomeno linguistico in cui i pronomi clitici appaiono in un sintagma verbale assieme all'intero sintagma nominale a cui questi pronomi si riferiscono (il caso opposto è quello in cui questi pronomi e l'intero sintagma nominale sono in una distribuzione complementare)
Il raddoppiamento clitico si trova in molte lingue, tra cui l'albanese, il macedone, il bulgaro, il greco, il persiano, il rumeno, il somalo, lo spagnolo e anche nell'italiano orale. Ogni lingua ha comunque le sue regole per la formazione del raddoppiamento clitico.
Nel macedone, il raddoppiamento clitico è obbligatorio con l'oggetto definito, sia indiretto sia diretto. I dialetti macedoni non-standard e il bulgaro hanno regole differenti per quanto riguarda la formazione del raddoppiamento clitico. 

## In spagnolo
Lo spagnolo e un caso esemplare di lingua con un uso costante di raddoppiamento clitico. In alcune costruzioni, l'oggetto indiretto può essere espresso contemporaneamente da un clitico e da un sintagma nominale:
Le di un regalo a mi madre. "Diedi un regalo a mia madre" (lett: le diedi un regalo a mia madre)
A mis invitados siempre les ofrezco café. "Offro sempre caffè ai miei invitati" (lett: ai miei invitati sempre gli offro caffè)
No les des comida a los animales. "Non dare cibo agli animali" (lett: Non gli dare cibo agli animali)
In questo caso, il raddoppiamento clitico dell'oggetto indiretto è usato per riferirsi a persone o ad altre entità animate, ma è comunque possibile dire "Siempre ofrezco café a mis invitados", senza cioè usare il raddoppiamento.
Anche l'oggetto diretto può essere raddoppiato, ma tale forma ha un uso meno comune e dipende soprattutto dallo stile che si vuole dare o dall'inflessione dialettale del parlante:
Lo vi a tu papá en la tienda. "Ho visto tuo padre al negozio" (lett:l'ho visto tuo padre al negozio)
El otro día la conocí a su esposa. "L'altro giorno ho conosciuto sua moglie" (lett: l'altro giorno l'ho conosciuta sua moglie)
In questi casi, lo spagnolo standard tende ad evitare lo e la.

## In italiano
In italiano il raddoppiamento clitico è spesso usato nella lingua parlata, ma nella lingua scritta viene usato solo in casi particolari di ambiguità semantica. Un caso esempio è il classico a me mi.